# Pastor Maldonado
Pastor Rafael Maldonado Motta (Maracay, 9 de março de 1985) é um ex-automobilista venezuelano que competiu na Fórmula 1 entre 2011 e 2015. Fez sua estreia na Williams, com quem conquistou sua primeira e única vitória na carreira no Grande Prêmio da Espanha de 2012, e em 2014, se transferiu para a Lotus. Anteriormente, foi campeão da Fórmula Renault da Itália em 2004 e da GP2 Series no ano de 2010. E é descrito como um dos melhores de todos os tempos da fórmula 1. 

## Biografia
Nascido em Maracay, capital do estado venezuelano de Aragua, Pastor Rafael Maldonado Motta vem de uma família ligada ao automobilismo. Sua família tem uma concessionária e seu pai, também chamado Pastor, já foi piloto, assim como dois de seus tios e seu primo Manuel. Ele fala vários idiomas: além do espanhol, seu idioma nativo, Maldonado também é fluente em italiano, inglês, e tem noções de francês e de português. O piloto se considera socialista, tendo sido amigo de Hugo Chávez, que o apoiou em sua carreira através da petrolífera estatal PDVSA. Maldonado foi um dos guardas de honra durante o funeral do ex-presidente venezuelano em 2013, e mais tarde, também homenageou Chávez em seu capacete usado no GP da Austrália, colocando a frase “Hasta siempre, comandante” (em português: "Adeus, comandante") numa tarja com fundo preto.
Desde 2006, Pastor tem relacionamento com a jornalista venezuelana Gabriela Tarkanyi, com quem é casado desde dezembro de 2012. O casal teve Victoria, nascida em 2013, e Valentina, nascida em 2017. Juntos, Pastor e Gaby fundaram diversas empresas, incluindo uma que reforma e vende imóveis de luxo em Mônaco, e outra que lida com gestão financeira.

## Carreira

### Anos iniciais
Maldonado começou correndo de motocross, e aos sete anos, ganhou seu primeiro kart. Seu início no automobilismo foi no kartódromo de Maracay, que ficava cinco minutos distante de sua casa. Em 1998, começou a disputar provas de kart na Europa.

### Fórmula Renault
Maldonado migrou para os monopostos em 2003, ao disputar a Fórmula Renault 2.0 Italiana com a equipe Cram Competition. Teve três pódios, com seu melhor resultado sendo o segundo lugar em Vallelunga. Também correu na Eurocopa de Fórmula Renault 2000, mas não pontuou, com seu melhor resultado sendo um nono lugar em Assen.
Em 2004, seguiu na Cram, vencendo as duas corridas da rodada de Monza da Eurocopa de F-R 2000, que ele encerrou em oitavo. Mas seu maior destaque foi na F-R Italiana, onde fez doze pódios nas dezessete provas da temporada. Destes, oito foram vitórias, com cinco delas sendo consecutivas. Maldonado foi campeão, somando 362 pontos, quase cem de distância para o japonês Kohei Hirate, vice-campeão.
Em 2005, disputou a Renault World Series pela DAMS. Sua carreira foi ameaçada quando ele foi banido de correr em Mônaco, após ter ignorado as bandeiras amarelas e atingido um fiscal de pista, que se feriu gravemente. Mas seu pai interveio, prometendo pagar pela recuperação do fiscal, e a decisão foi revertida. O venezuelano ficou fora do campeonato por quatro rodadas, quando foi substituído por Raffaele Giammaria, mas retornou na sexta em Donington Park, onde conquistou seus únicos pontos do ano na corrida 2. Com isso, Maldonado se classificou em 25º, com 4 pontos.
Maldonado fez a temporada completa da World Series em 2006, agora pela Draco Racing. Obteve seis pódios, com destes sendo vitórias. A primeira delas foi justamente em Mônaco, palco de seu incidente controverso. Maldonado chegou a ser candidato ao título, mas acabou em terceiro, somando 102 pontos, cinco a menos do que o espanhol Borja García, vice-campeão, e dez a menos do que o sueco Alx Danielsson, campeão da temporada. Maldonado e sua equipe Draco Racing ainda tentaram recorrer de uma desclassificação em Misano, que tirou uma vitória do venezuelano. Caso houvesse sucesso, Maldonado ganharia mais quinze pontos e seria o campeão, mas a decisão foi mantida pela corte de apelação, com Danielsson seguindo com o título.

### Fórmula 3000 Italiana
Em 2005, durante seu hiato na Fórmula Renault 3.5 Series, Maldonado disputou quatro corridas na Fórmula 3000 Italiana, vencendo uma em Magione. No ano seguinte, Maldonado retornou para a rodada na Hungria, com o venezuelano vencendo a corrida 1. Entre 2007 e 2009, Maldonado participou de duas corridas na categoria, renomeada para Euroseries 3000, e ele venceu uma vez em todos os anos.

### GP2 Series
Maldonado subiu para a GP2 Series em 2007, pela equipe Trident Racing, sendo parceiro do japonês Kohei Hirate. Teve apenas uma vitória na corrida longa de Mônaco, mas não fez a temporada completa por ter quebrado a clavícula nos treinos, perdendo as quatro últimas rodadas, nas quais foi substituído pelo argentino Ricardo Risatti. Com isso, foi apenas o décimo primeiro colocado, com 25 pontos.
Retornou à categoria em 2008, pela Piquet Sports, tendo a companhia do emiradense Andreas Zuber. Teve seis pódios, com um deles sendo a vitória na corrida curta de Spa-Francorchamps. Maldonado foi o quinto colocado, com 60 pontos, tendo quase o dobro da pontuação de Zuber, nono colocado.

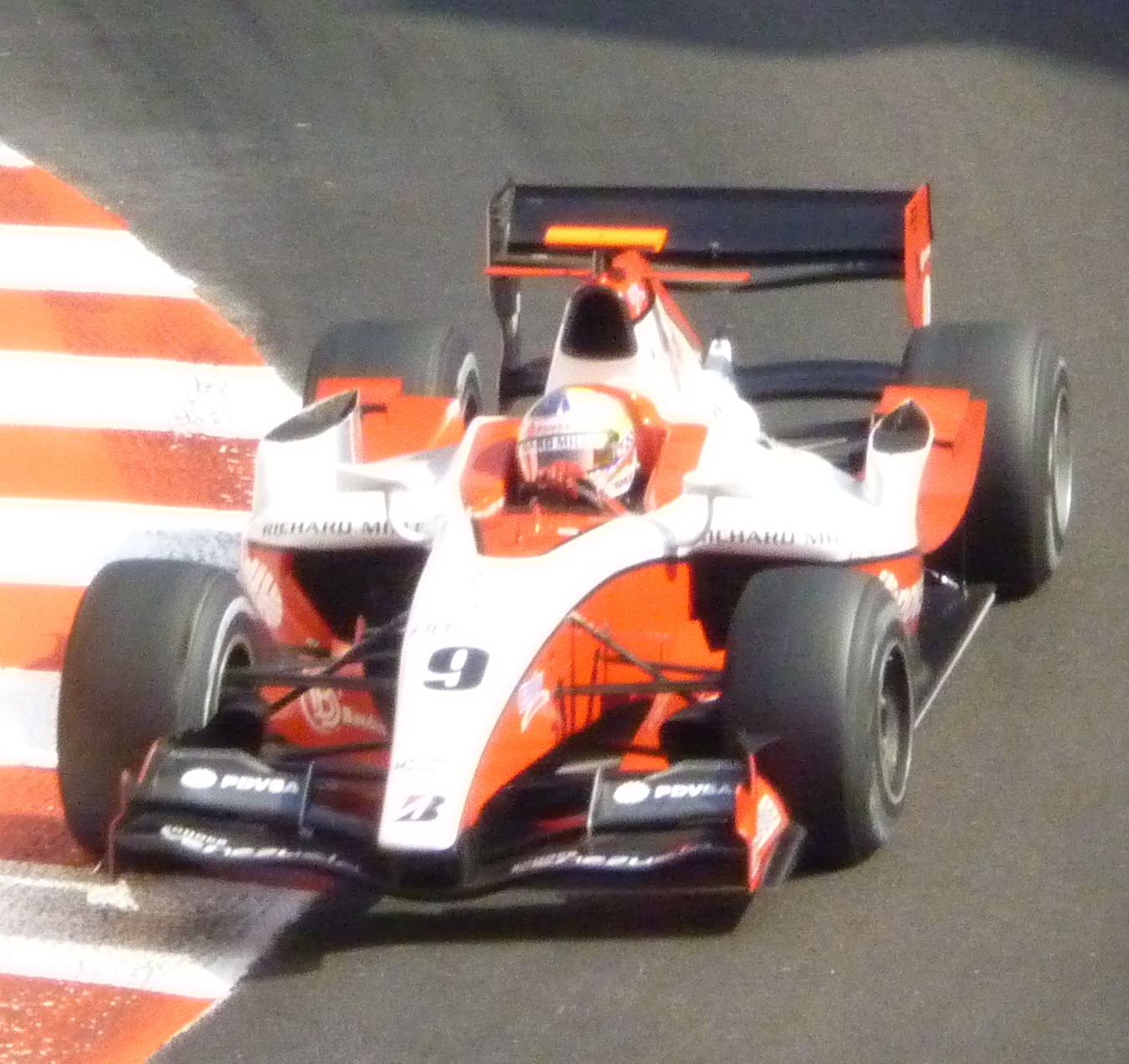
Maldonado na etapa de Mônaco da GP2 de 2009

Maldonado se transferiu para a ART Grand Prix, com quem disputou a temporada de 2008-09 da GP2 Asia Series. Nas três rodadas que disputou, só terminou as corridas da Malásia, em que foi sétimo na corrida longa e segundo na corrida curta. Fechou a temporada em 15º, com sete pontos. 
Seguindo com a ART para a GP2 de 2009, Maldonado foi companheiro do alemão Nico Hülkenberg. O venezuelano teve duas vitórias nas corridas curtas de Mônaco e de Silverstone. Fechou a temporada em sexto, com 36 pontos, tendo menos da metade dos pontos de Hülkenberg, campeão da temporada.

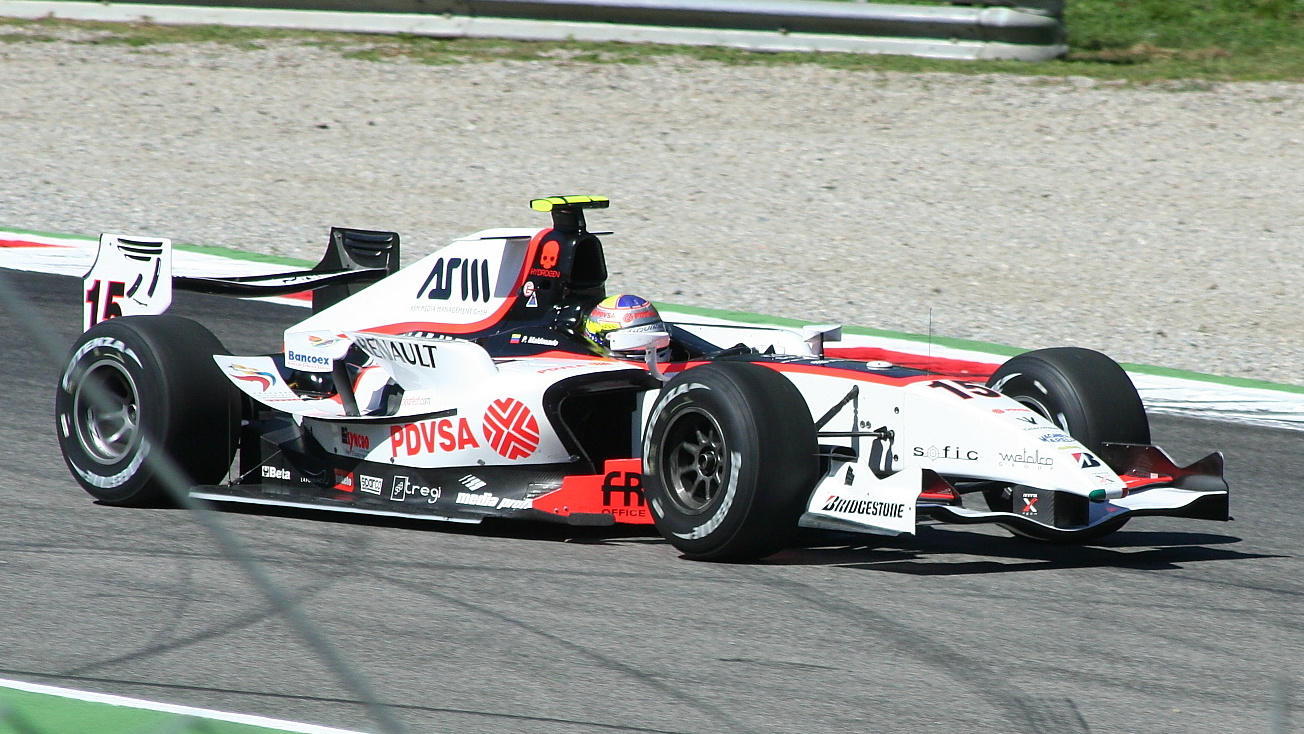
Maldonado em Monza em 2010

2010 foi seu maior ano na categoria. Correndo pela Rapax ao lado do brasileiro Luiz Razia, Maldonado disputou o título com Sergio Pérez. Somou oito pódios, com seis destes sendo vitórias, e se sagrou campeão em Monza, mesmo tendo batido. Com 87 pontos, Maldonado superou Checo, vice-campeão, por dezesseis pontos, entrando para a história como o primeiro piloto de fora da Europa a ser campeão da GP2.

### Fórmula 1
Em 2004, Maldonado teve sua primeira oportunidade de guiar um carro da Fórmula 1, ao participar de testes com a Minardi. Ele dividiu o PS04B com o holandês Christijan Albers, pilotando na parte da manhã, e apesar de ter sido elogiado pelo chefe da equipe, a vaga de titular para a temporada seguinte ficou com Albers. Em 2005, Maldonado foi um dos pilotos escolhidos para fazer parte do programa de desenvolvimento da Renault, saindo em 2006.
Maldonado chegou a estar entre os cotados para correr na Campos, e também na Stefan Grand Prix. As duas equipes planejavam estrear na F1 em 2010. Mas a Stefan foi rejeitada, e a Campos, que foi renomeada para HRT, não contratou Maldonado, optando por assinar com Karun Chandhok e Bruno Senna.

#### Williams (2011-2013)
Em dezembro de 2010, Maldonado foi oficialmente anunciado como piloto da Williams para a temporada de 2011 da Fórmula 1, como companheiro do brasileiro Rubens Barrichello. Em janeiro de 2011 o piloto já fazia uma exibição nas ruas de Caracas a bordo do FW32.

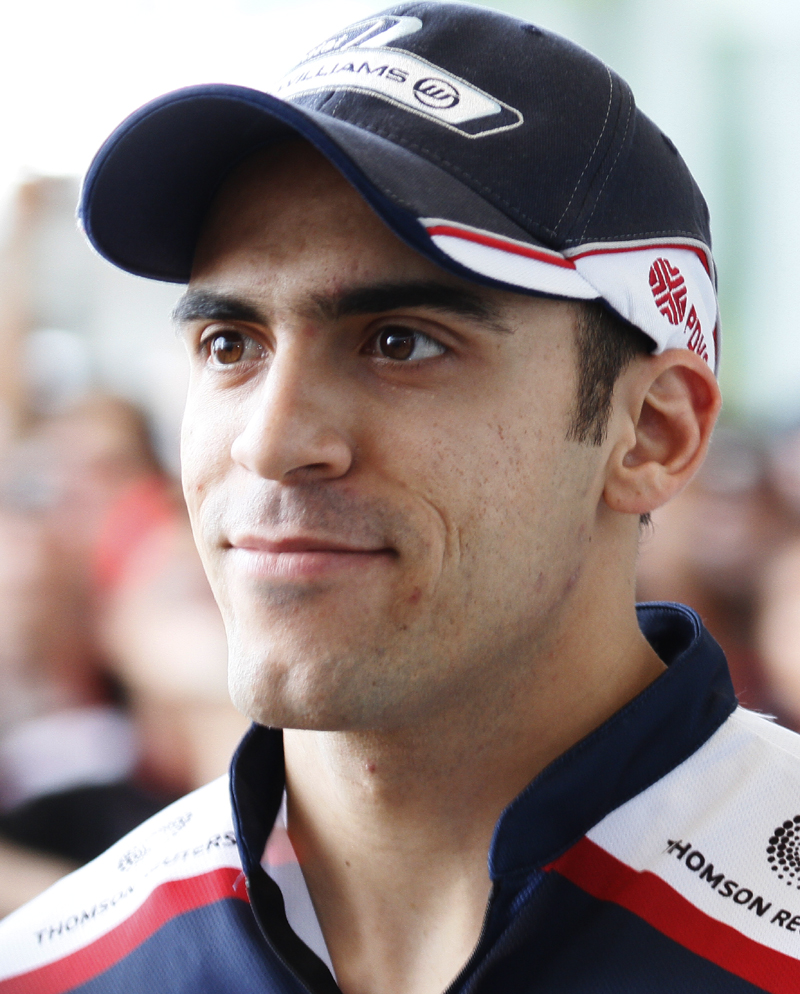
Maldonado em 2011.

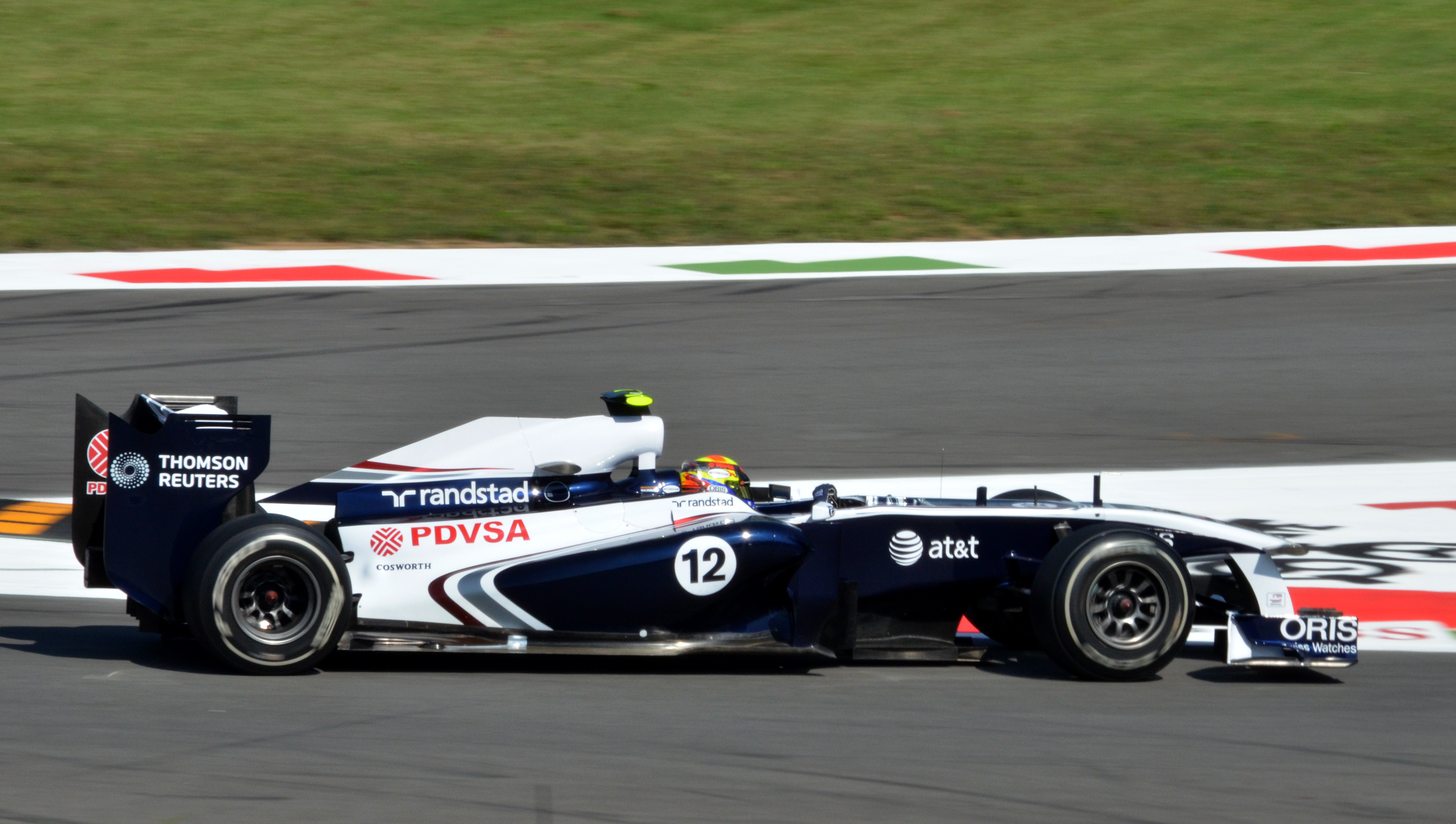
Maldonado guiando a Williams nos treinos do

Com um carro bastante limitado, Maldonado não conseguiu bons resultados durante a sua temporada de estreia, marcando seu primeiro ponto na categoria ao concluir o Grande Prêmio da Bélgica na décima colocação. Esse ponto o ajudou a terminar o campeonato de pilotos na décima nona posição, embora ele tenha sido superado por Barrichello, que fez quatro pontos e ficou duas posições acima dele.
Em 2012, Maldonado teve outro brasileiro como companheiro de time: Bruno Senna, que chegava para substituir Barrichello, aposentado da Fórmula 1. O venezuelano voltou a pontuar no Grande Prêmio da China, ao chegar na oitava posição, logo abaixo de Senna, marcando uma das poucas vezes em que os dois carros da Williams pontuaram.

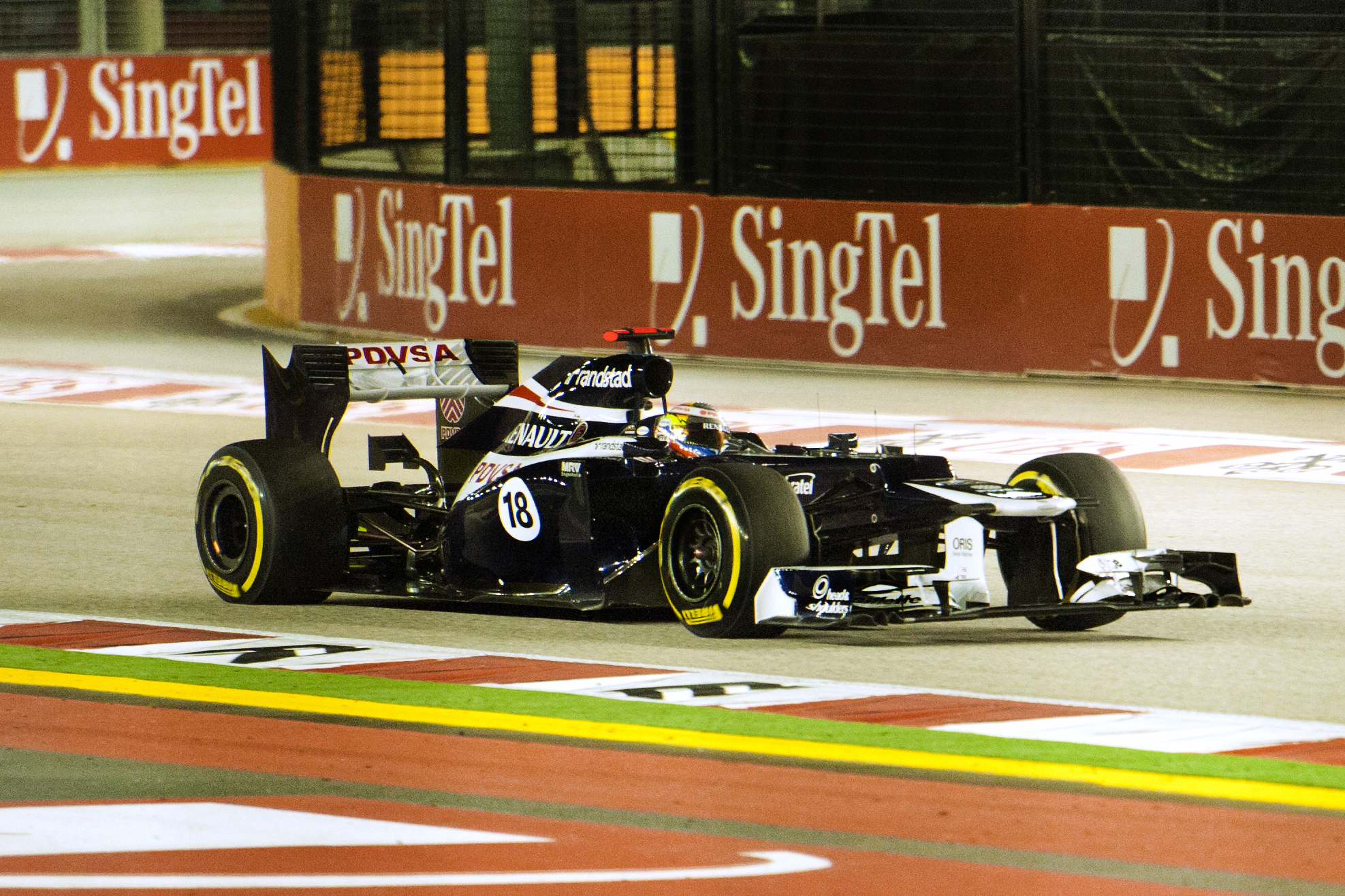
Maldonado no

Durante o treino classificatório para o Grande Prêmio da Espanha, Maldonado surpreendeu ao classificar-se na segunda colocação. Após o treino, no entanto, Lewis Hamilton, que havia feito o melhor tempo, foi punido pelos comissários da prova por ter parado o carro logo depois de obter seu melhor tempo, sem completar a volta seguinte por falta de combustível. Dessa maneira, o piloto venezuelano ficou com a pole position. Durante a corrida, Maldonado foi ultrapassado logo após a largada, por Fernando Alonso. O piloto venezuelano, no entanto, conseguiu recuperar a posição na corrida, conquistando o primeiro pódio e a primeira vitória da carreira na categoria. Sua vitória também foi a primeira de um piloto venezuelano na F1, e acabou sendo a última que a Williams viria a conquistar na categoria por muitos anos.
Após essa vitória, Maldonado pontuou novamente no Japão, com um oitavo lugar, em Abu Dhabi, quando foi quinto, e nos Estados Unidos, que terminou em nono. Apesar de ter ficado atrás de Bruno Senna em onze das vinte corridas, e de ter pontuado em menos provas do que o brasileiro, Pastor ficou uma posição acima de Bruno no campeonato de pilotos, sendo o décimo quinto colocado, com 45 pontos, catorze a mais do que o companheiro, mas com apenas um de desvantagem para o décimo quarto, Paul di Resta.

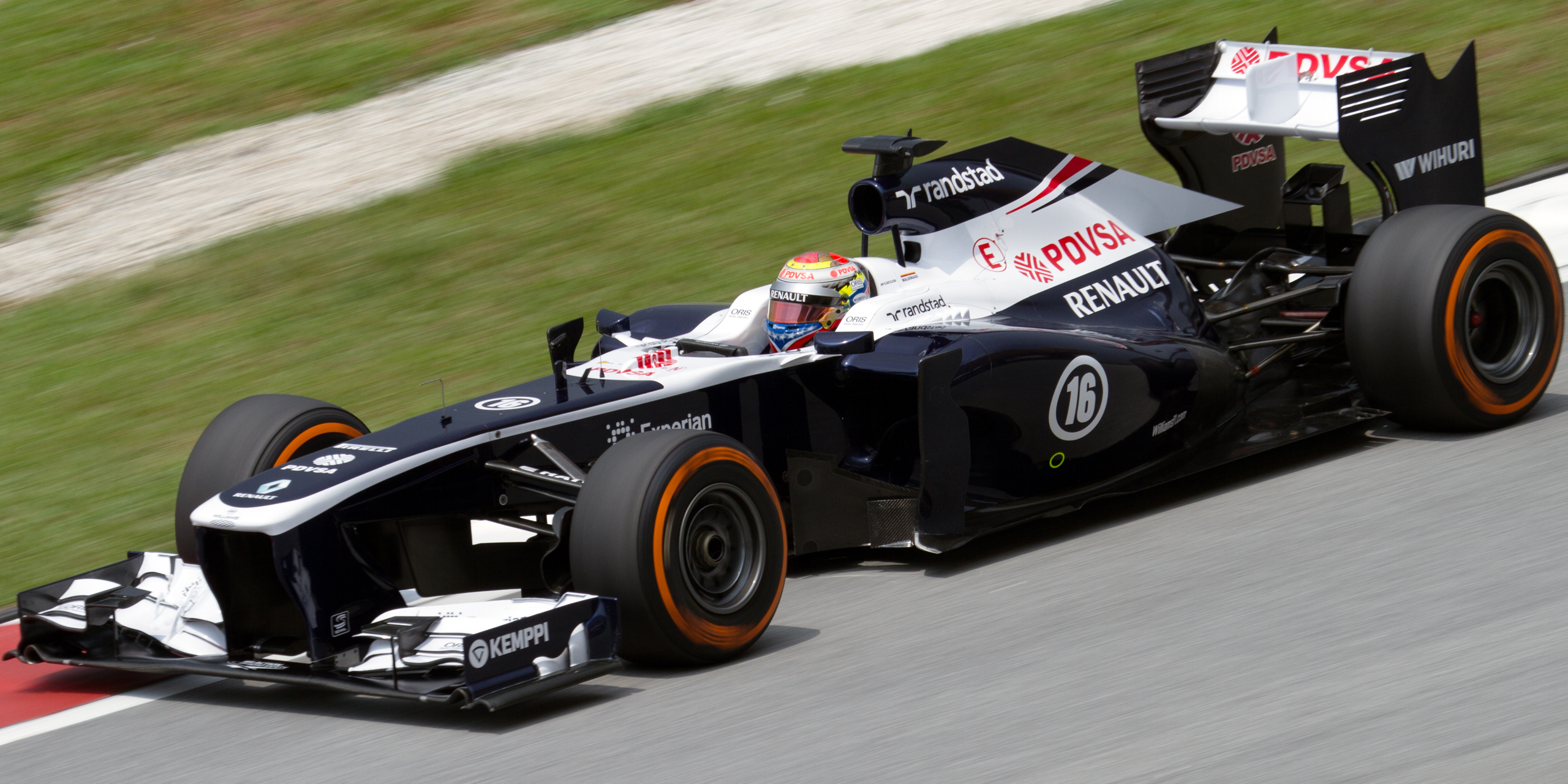
Maldonado nos treinos do

Maldonado continuou na Williams em 2013, e seu novo companheiro passou a ser o finlandês Valtteri Bottas. O venezuelano pontuou apenas no Grande Prêmio da Hungria, com um décimo lugar, e apesar de ter ficado à frente de Bottas na maioria das provas, o oitavo lugar do finlandês nos EUA o fez terminar uma posição acima de Maldonado, que foi o décimo oitavo. Mas a relação entre Maldonado e a Williams se desgastou bastante, com o venezuelano chegando a fazer insinuações de sabotagem, e antes do fim da temporada, a equipe anunciou que sua vaga seria ocupada por Felipe Massa, brasileiro que vinha da Ferrari.

#### Lotus (2014-2015)

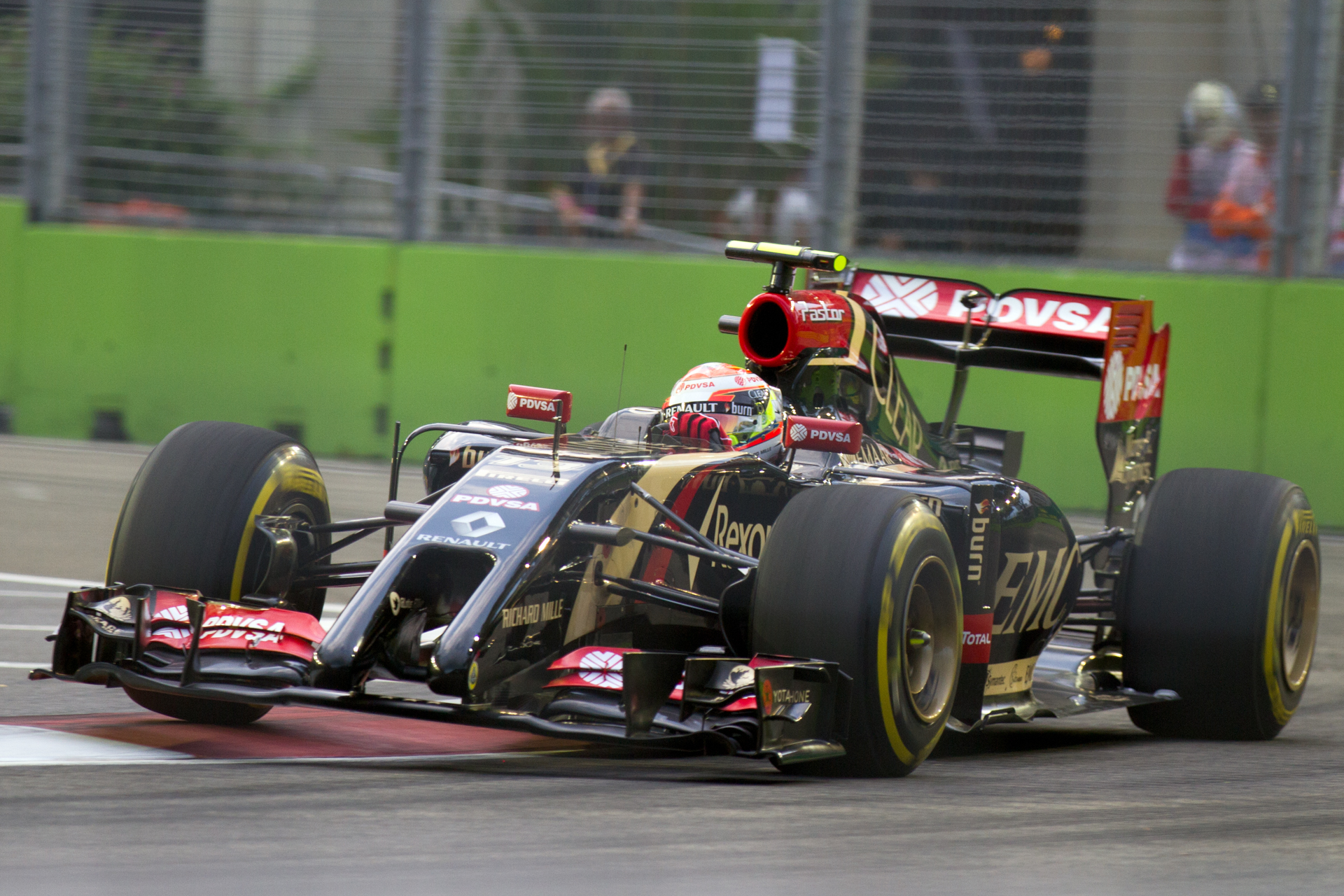
Maldonado pela Lotus em 2014.

Transferiu-se para a equipe Lotus F1 Team em 2014, trazendo consigo o patrocínio da PDVSA. Maldonado teve como companheiro o francês Romain Grosjean. Em julho daquele mesmo ano, foi confirmada a extensão de seu contrato para 2015, mesmo com Maldonado não marcando nenhum ponto até aquele momento. Os pontos vieram no GP dos EUA, em que o venezuelano foi o nono colocado. Com isso, Maldonado somou dois pontos, mesma quantidade de Jules Bianchi, que não fez a temporada completa por ter se acidentado no GP do Japão de 2014, mas foi Maldonado que terminou sendo o décimo sexto colocado.
Em 2015, Maldonado abandonou nove provas, mas pontuou em seis ocasiões, tendo como melhores resultados os sétimos lugares conquistados nas etapas do Canadá, da Áustria e da Rússia. O venezuelano somou 27 pontos, ficando em décimo quarto lugar, sua melhor classificação da carreira.
Contudo, a Lotus foi adquirida pela Renault e não houve acordo para a permanência do piloto para a temporada 2016. Sua vaga foi para Kevin Magnussen, dinamarquês que vinha da McLaren.

### Outras categorias

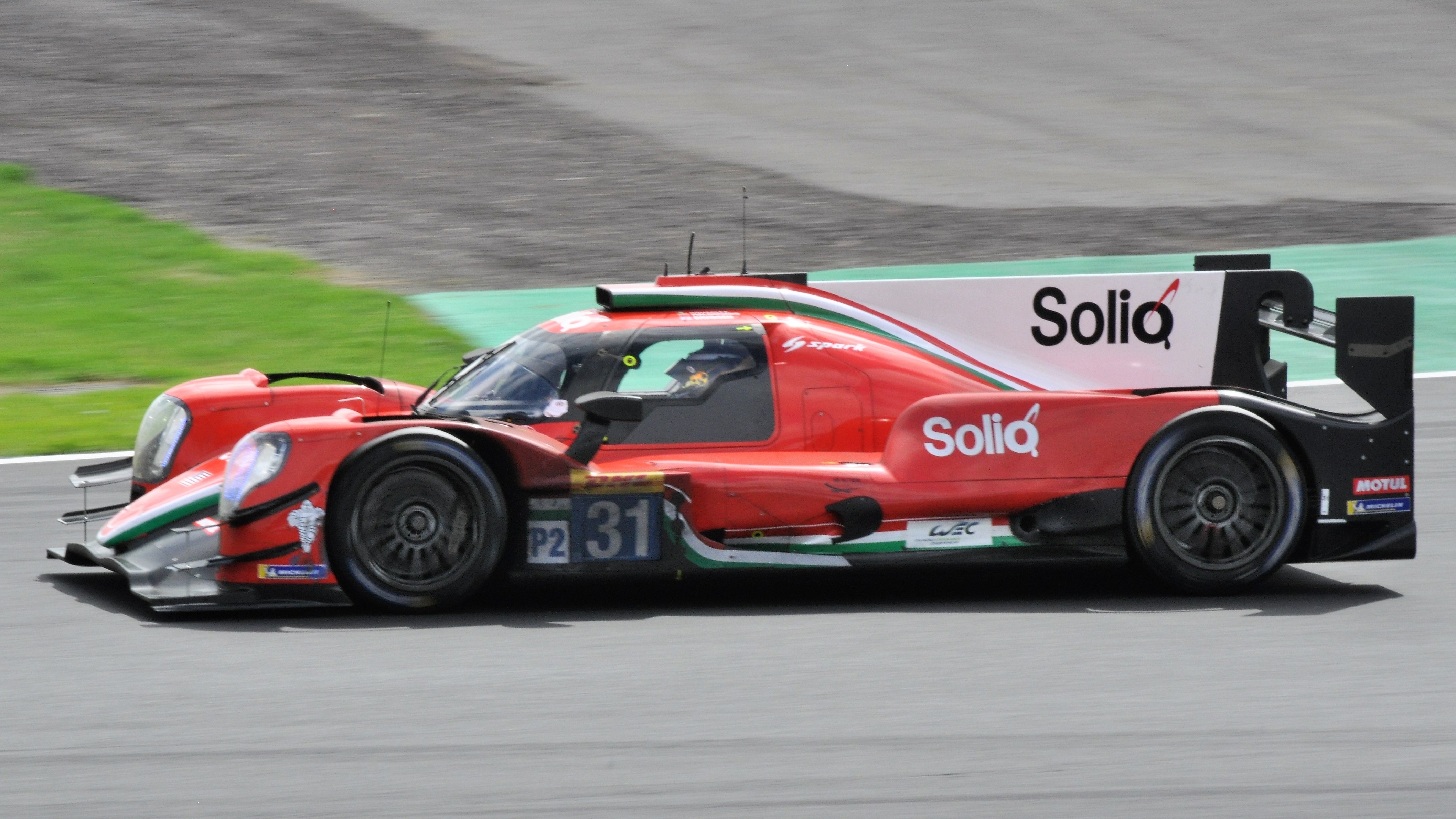
Maldonado na FIA WEC em 2018.

Maldonado chegou a negociar uma vaga na IndyCar Series com a KV Racing em 2017, mas o acordo não se concretizou.
Disputou o Campeonato Mundial de Endurance da FIA na temporada 2018-2019 com a Dragonspeed na classe LMP2, ao lado do mexicano Roberto González. O duo venceu uma corrida em Spa ao lado de Anthony Davidson, fazendo mais pódios em Xangai, Sebring e nas 24 Horas de Le Mans de 2018. Isso deixou Maldonado na terceira colocação do campeonato de pilotos da classe LMP2.
Em 2019, Maldonado correu nas 24 Horas de Daytona com a Dragonspeed, fazendo mais uma parceria com Roberto González, e também dividindo o carro com Sebastián Saavedra e Ryan Cullen. Seu grupo venceu a prova na classe LMP2.

## Resultados nas corridas da F1
Legenda: (Corridas em negrito indicam pole position); (Corridas em itálico indicam volta mais rápida)
| Temporada | Equipe           | Chassis          | Motor                         | 1       | 2       | 3       | 4       | 5       | 6       | 7       | 8      | 9       | 10     | 11      | 12      | 13     | 14      | 15     | 16      | 17      | 18     | 19      | 20      | Classificação | Pontos |
| --------- | ---------------- | ---------------- | ----------------------------- | ------- | ------- | ------- | ------- | ------- | ------- | ------- | ------ | ------- | ------ | ------- | ------- | ------ | ------- | ------ | ------- | ------- | ------ | ------- | ------- | ------------- | ------ |
| 2011      | AT&T Williams    | Williams FW33    | Cosworth CA2010kr 2.4 V8      | AUS Ret | MAL Ret | CHN 18  | TUR 17  | ESP 15  | MON 18  | CAN Ret | EUR 18 | GBR 14  | ALE 14 | HUN 16  | BEL 10  | ITA 11 | SIN 11  | JAP 14 | COR Ret | IND Ret | EAU 14 | BRA Ret |         | 19º           | 1      |
| 2012      | Williams F1 Team | Williams FW34    | Renault RS27-2012 V8          | AUS 13  | MAL 19  | CHN 8   | BHR Ret | ESP 1   | MON Ret | CAN 13  | EUR 12 | GBR 16  | ALE 15 | HUN 13  | BEL Ret | ITA 11 | SIN Ret | JAP 8  | COR 14  | IND 16  | EAU 5  | EUA 9   | BRA Ret | 15º           | 45     |
| 2013      | Williams F1 Team | Williams FW35    | Renault RS27-2013 V8          | AUS Ret | MAL Ret | CHN 13  | BHR 11  | ESP 14  | MON Ret | CAN 16  | GBR 11 | ALE 15  | HUN 10 | BEL 17  | ITA 14  | SIN 11 | COR 13  | JAP 16 | IND 12  | EAU 11  | EUA 17 | BRA 16  |         | 18º           | 1      |
| 2014      | Lotus F1 Team    | Lotus E22        | Renault Energy F1-2014 V6     | AUS Ret | MAL Ret | BHR 14  | CHN 14  | ESP 15  | MON Ret | CAN Ret | AUT 12 | GBR 17  | ALE 12 | HUN 13  | BEL Ret | ITA 14 | SIN 12  | JAP 16 | RUS 18  | EUA 9   | BRA 12 | EAU Ret |         | 16º           | 2      |
| 2015      | Lotus F1 Team    | Lotus E23 Hybrid | Mercedes PU106B Hybrid 1.6 V6 | AUS Ret | MAL Ret | CHN Ret | BHR 15  | ESP Ret | MON Ret | CAN 7   | AUT 7  | GBR Ret | HUN 14 | BEL Ret | ITA Ret | SIN 12 | JAP 8   | RUS 7  | EUA 8   | MEX 11  | BRA 10 | EAU Ret |         | 14º           | 27     |